# Alfred Lemaire
Pour les articles homonymes, voir Lemaire.
Jean-Baptiste Alfred Lemaire, né le 16 janvier 1842 à Aire-sur-la-Lys et mort le 24 février 1907 à Téhéran, est un compositeur français.

## Biographie
Alfred Lemaire naît le 16 janvier 1842 à Aire-sur-la-Lys du mariage de François Guillaume Lemaire et Élise Louise Cardon.
Doué pour la musique et le solfège, ses parents l'envoient, à l'âge de treize ans, au conservatoire de Paris où il devient flûtiste. En 1863, il est incorporé, comme musicien, au 1er  régiment de la Garde impériale et en devient le chef adjoint.
En 1867, lors d'une visite à Paris du shah de Perse Nâṣer-al-Din Šâh, celui-ci fasciné par la musique militaire, demande, dès son retour en Iran, à son ambassadeur en France, de trouver un musicien militaire afin de créér des formations militaires de musique. Remarqué par le ministre de la Guerre, le maréchal Niel, Alfred Lemaire est choisi et envoyé par Napoléon III à Téhéran.
À son arrivée, il commande des instruments en France, forme des musiciens et crée trois ensembles orchestraux : la musique du shah, la musique du collège impérial et la musique des cosaques. En récompense, il est nommé général et décoré de l'ordre du Lion et du Soleil.
Il est directeur général des musiques de l'armée persane. Sur ordre de Nassereddine Shah, il compose l'Hymne national persan, qui fut l'hymne national et royal de la Perse de 1873 à 1909.
En 1885, il se marie à Téhéran avec une italienne. Ils auront deux enfants.
Il est délégué officiel de la Perse à l'Exposition universelle de Paris de 1889.
Il meurt en 1907 et est inhumé au cimetière de Doulab de Téhéran.

## Distinctions
- Ordre du Lion et du Soleil

## Pour approfondir